# Каракаев, Сергей Викторович
Серге́й Ви́кторович Карака́ев (род. 4 июня 1961, с. Ивано-Слюсаревка Кущёвского района Краснодарского края, РСФСР, СССР) — российский военачальник. Командующий Ракетными войсками стратегического назначения с 22 июня 2010 года, генерал-полковник (2012), кандидат военных наук (2007).

## Биография
В 1983 году окончил 4-й факультет Ростовского высшего военного командно-инженерного училища имени Главного маршала артиллерии М. И. Неделина. Был старшиной курса. В 1994 году окончил командный факультет Военной академии имени Ф. Э. Дзержинского.
Службу проходил: инженером и старшим инженером (1983—1986), заместителем командира (1986—1987) и командиром (1987—1988) группы пуска, начальником штаба 320-го ракетного полка имени 70-летия Великого Октября (1988—1992). С 1994 по 1997 год — командир 168-го Калужского ракетного полка (полковник). В 1997—1998 годах — начальник штаба, в 1998—2001 годах — командир 28-й гвардейской ракетной дивизии.
В 2001—2006 годах — начальник 2-го отдела 1-го управления Главного управления кадров Министерства обороны Российской Федерации.

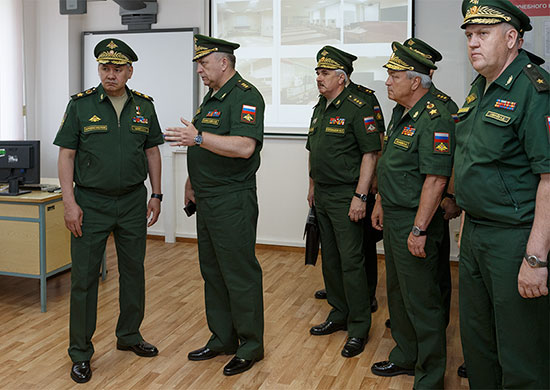
С министром обороны РФ Сергеем Шойгу в Военной академии РВСН им. Петра Великого

В 2004 году окончил заочно Северо-Западную академию государственной службы.
С апреля 2006 года по сентябрь 2008 года — командующий 27-й гвардейской ракетной Витебской армией (Владимир).
В 2007 году присвоено воинское звание «генерал-лейтенант».
В 2009 году экстерном окончил Военную академию Генерального штаба Вооружённых Сил Российской Федерации с отличием.
С 22 октября 2009 года по 22 июня 2010 года — начальник штаба — первый заместитель командующего Ракетными войсками стратегического назначения.
Указом Президента Российской Федерации от 22 июня 2010 года назначен командующим Ракетными войсками стратегического назначения Российской Федерации. 9 августа 2012 года присвоено воинское звание «генерал-полковник».
Член редакционной коллегии журнала «Военная мысль».

## Санкции
13 декабря 2022 года из-за вторжения России на Украину попал под санкции Великобритании и Новой Зеландии как причастный к ракетным ударам по украинским городам.
25 февраля 2023 года Каракаев был внесён в санкционный список всех стран Евросоюза:

Российские вооруженные силы наносят массированные удары ракетами по гражданской инфраструктуре, в частности, по энерго- и водоснабжению, по всей Украине. В качестве командующего Ракетными войсками Каракаев отвечает за стратегические бомбардировки гражданской инфраструктуры на Украине. — «Официальный журнал Европейского союза», Брюссель, 25 февраля 2023 года

## Семья
Женат. Имеет сына и дочь.

## Награды
- Орден «За заслуги перед Отечеством» II (2019), III и IV степени (2012)
- Орден «За военные заслуги» (1997)
- Медаль ордена «За заслуги перед Астраханской областью» (4 декабря 2024) — за высокопрофессиональный вклад в укрепление обороноспособности Российской Федерации